# Streptogyneae
Streptogyneae es una tribu de hierbas de la subfamilia Ehrhartoideae, perteneciente a la familia Poaceae. Tiene los siguientes géneros.

## Géneros
- Streptogyna[1]